# Fania Oz-Salzberger
Fania Oz-Salzberger (en hebreo: פניה עוז-זלצברגר,kibutz Julda, 28 de octubre de 1960) es una historiadora y escritora israelí.

## Biografía
Oz-Salzberger es la hija mayor del escritor Amos Oz.
Fue a la escuela en el Kibbutz Julda y sirvió en el ejército. Oz-Salzberger tiene una licenciatura en historia y filosofía y una maestría en historia moderna de la Universidad de Tel Aviv. Su tesis, por la que obtuvo su doctorado en la Universidad de Oxford en 1991, trató sobre la Ilustración alemana y la Ilustración escocesa.
Oz-Salzberger trabajó en el Lincoln College y el Wolfson College en Oxford, entre otros y es profesora desde 2009 en la Universidad de Haifa. También forma parte del consejo asesor del "Instituto de Democracia de Israel".
Oz-Salzberger está casada con Eli Salzberger y tienen dos hijos.

## Publicaciones
- Translating the Enlightenment: Scottish Civic Discourse in Eighteenth Century Germany (1995)
- Israelis in Berlin (2001)
- Jews and Words (2012), con su padre Amos Oz

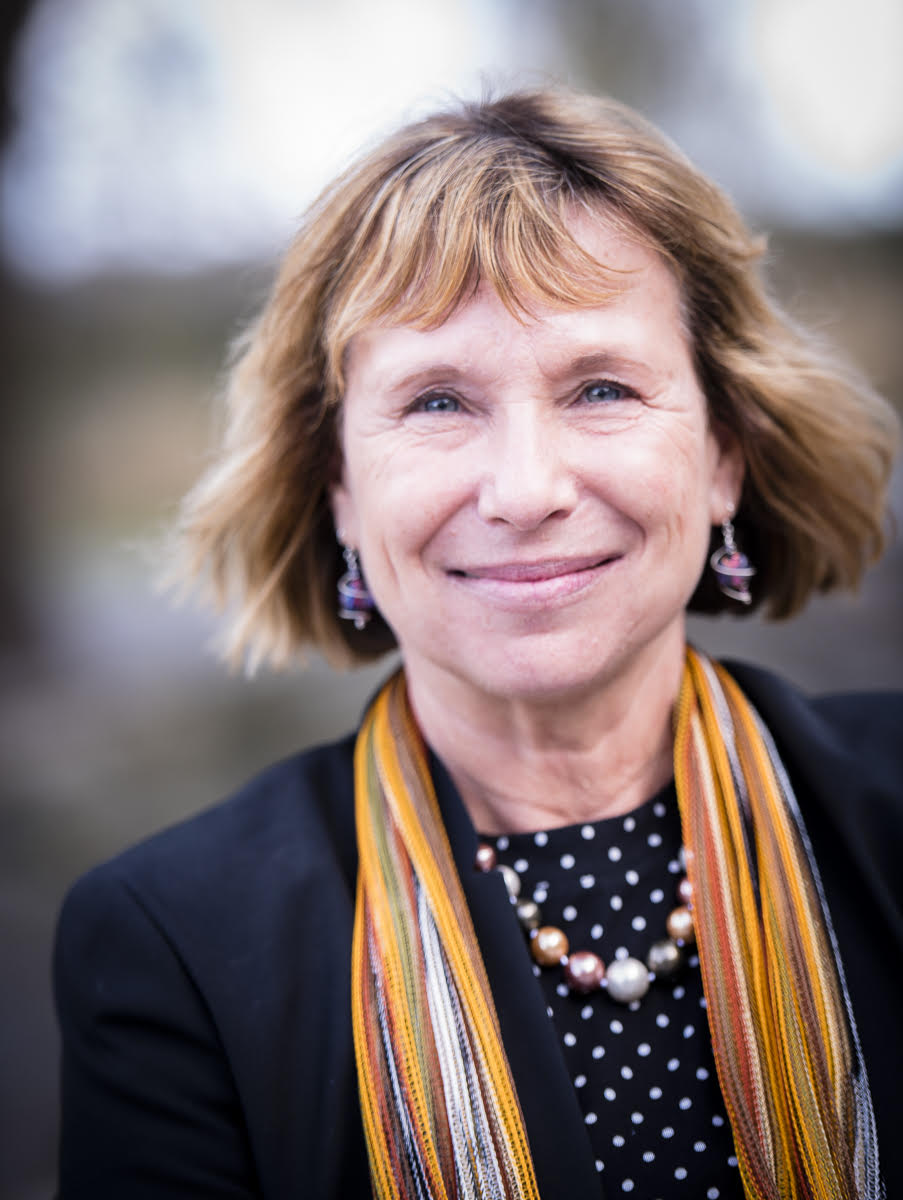
Foto, 2016